# یادویگا ینژیوفسکا
یادویگا ینژیوفسکا (لهستانی: Jadwiga Jędrzejowska؛ ۱۵ اکتبر ۱۹۱۲ – ۲۸ فوریهٔ ۱۹۸۰) یک تنیس‌باز اهل لهستان بود.